# Samuel von Pufendorf
Samuel Freiherr von Pufendorf (Chemnitz, 8 de gener de 1632 - Berlín, 26 d'octubre de 1694) va ser un jurista i historiador alemany.
Fill d'un pastor protestant. Va estudiar Teologia i Dret a Leipzig (1654) i Filosofia i Matemàtiques a Jena (1657). Va treballar a l'ambaixada de Suècia a Copenhaguen (1659), passant després a l'Haia (1660), i tot seguit a Heidelberg, a la Universitat on va ser el primer titular de la primera càtedra universitària de Dret natural. Va continuar el seu ensenyament, des del 1670, a la Universitat de Lund (Suècia). Des del 1673 es va dedicar exclusivament a la investigació i a la política, com a historiador i conseller d'Estat, primer a Suècia i després a Alemanya, al servei de l'elector de Brandenburg, des del 1686. El 1694 va tornar a Suècia, a rebre el títol nobiliari de baró.
Pufendorf té més importància en la història del pensament occidental com a jurista que com a historiador. El seu nom està unit a la iniciació del procés antiteològic de la jurisprudència occidental, per haver consumat el divorci entre el dret i la moral, assignant a aquell el fur extern i a aquesta l'intern.

## Obres fonamentals

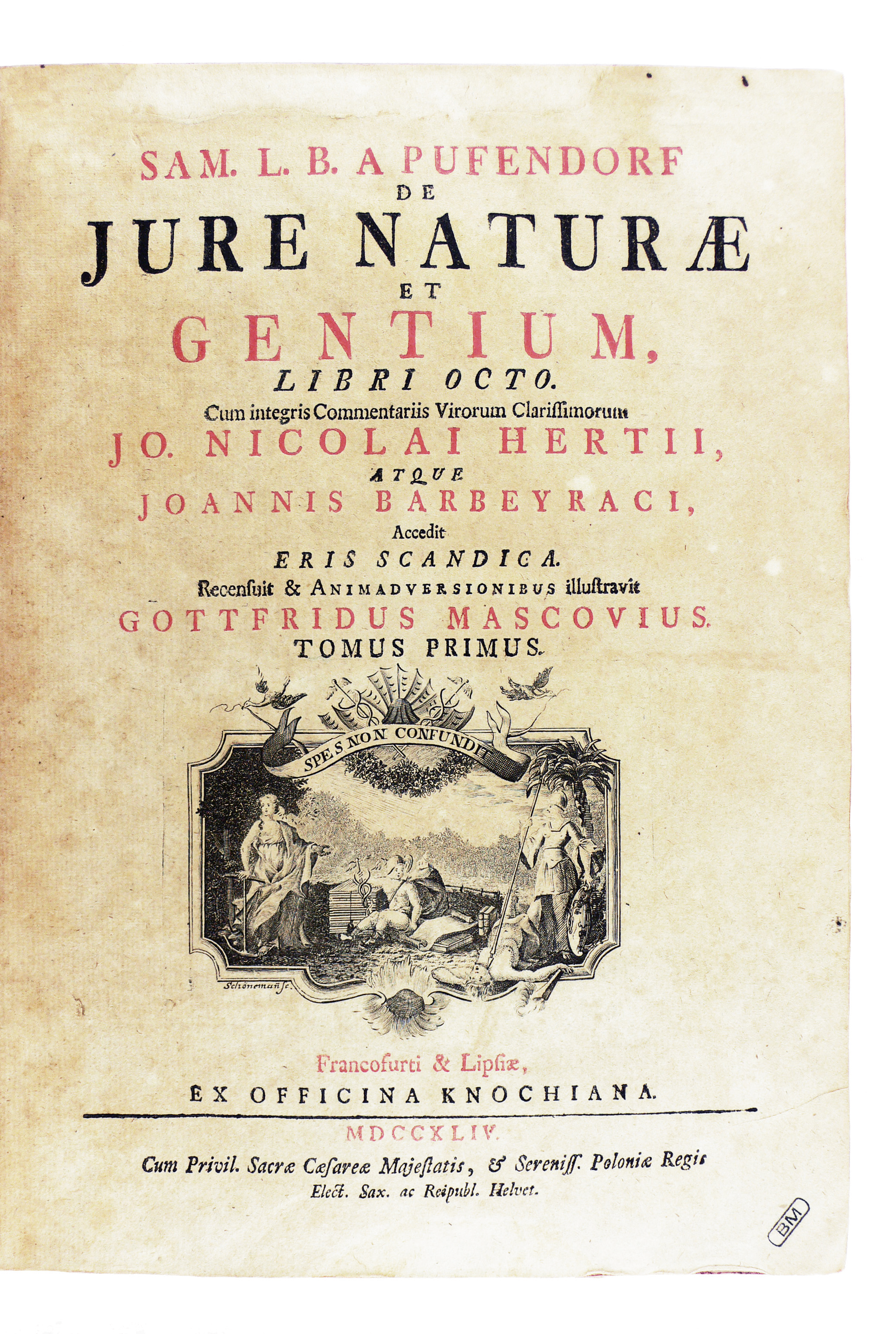
De jure naturae et gentium, 1744).

- Elementorum iurisprudentiae universalis (1660)
- Elementorum iurisprudentiae universalis libri duo (1660)
- De obligatione Patriam (1663)
- De rebus gestis Philippi Augustae (1663)
- De statu imperii germanici liber unus (Geneva 1667)
- De statu imperii Germanici (Amsterdam, 1669)
- De jure naturae et gentium (1672)
- De officio hominis et civis juxta legem naturalem libri duo (1673)
- Dissertationes academicae selectiores (1675)
- Historische und politische Beschreibung der geistlichen Monarchie des Papstes (1679)
- Einleitung zur Geschichte der vornehmsten Staaten Europas (1682)
- Georgii Castriotae Scanderbergi historia (1684)
- Commentaria de rebus suecicis (1685)
- De habitu religionis christianae ad vitam civilem (1687)
- De rebus gestes Frederici-Wilhelmi, electoras brandeburgici (1695)
- De rebus a Carolo Gustavo Sueciae rege (1696)
- De rebus gestis Frederici III electores, postea regis (1784)
- De foederibus inter Sueciam et Galliam (1786)

### Traduïdes al català
- De jure naturae et gentium. Inclòs en el volum recopilatori: Sobirania i autogovern : dret natural i propietat en el pensament polític del segle XVII.. Traducció: Margarida Trias. Estudi introductori: Adriana Luna-Fabritius.  Barcelona: Generalitat de Catalunya. Institut d’Estudis de l’Autogovern, 2022, p. 261-464. ISBN 978-84-19326-07-2.